# Karl Theodor Menke

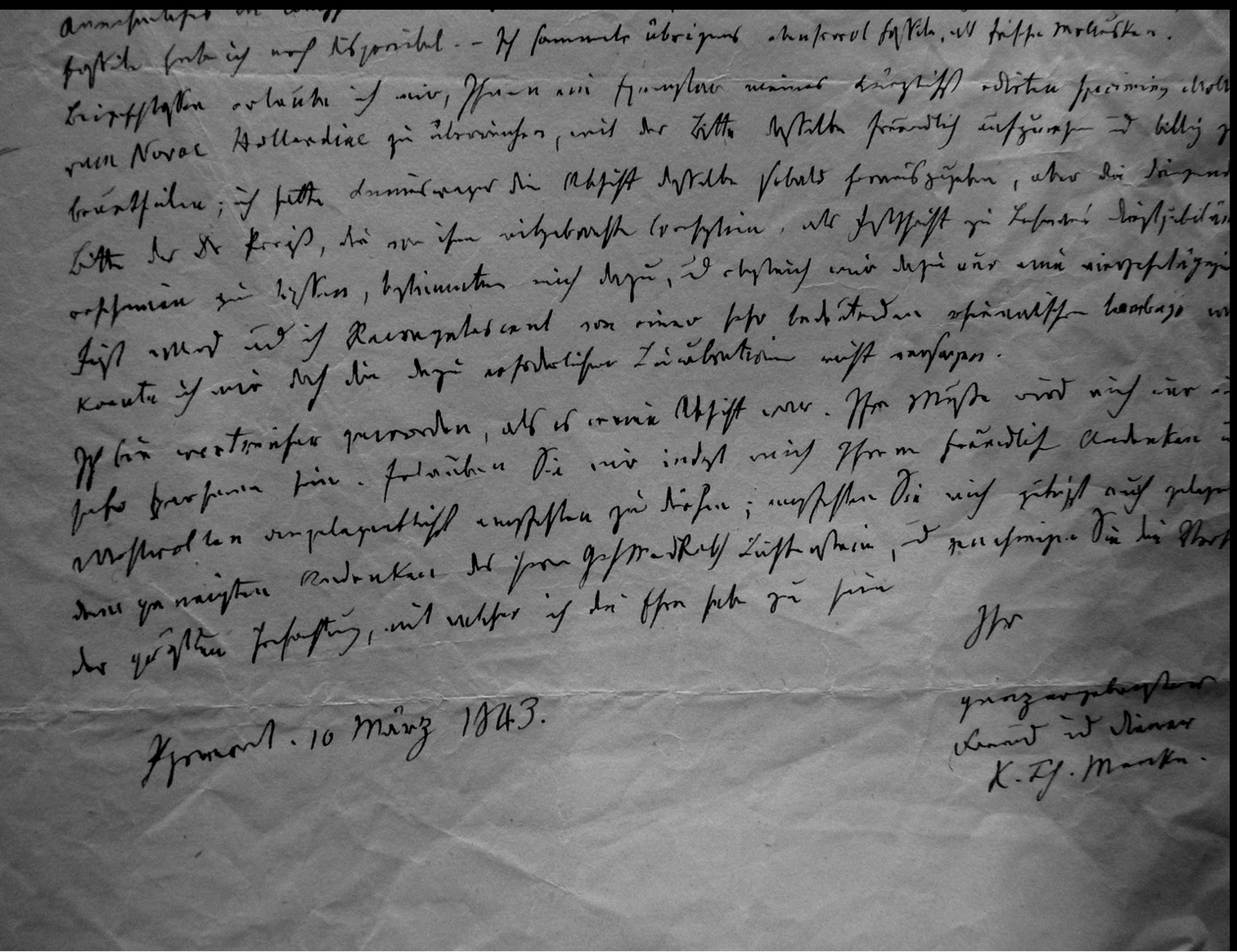
Aus der Molluskensammlung des Museums für Naturkunde Berlin: Handschrift von K.Th. Menke. Auszug aus Brief d.d. Pyrmont, 10.iii.1843 (19,5 × 25 cm).

Karl Theodor Menke (* 13. September 1791 in  Bremen; † 1861 in Bad Pyrmont) war ein deutscher Malakologe und Bäderarzt in Bad Pyrmont.

## Leben
Menke studierte in Göttingen Medizin (mit der Promotion 1814), bevor er Arzt im Heilbad Bad Pyrmont wurde. Er veröffentlichte auch über die Geologie und Mineralquellen von Bad Pyrmont und über die Externsteine.
Er gehörte zu einer Gruppe von deutschen Malakologen, zu der auch der Kasseler Arzt Ludwig Georg Karl Pfeiffer und der Kasseler Bankier Carl Jonas Pfeiffer gehörten sowie Stephan Clessin.
1844 gründete er die Zeitschrift für Malakozoologie, die er ab dem dritten Band (1846) mit Ludwig Georg Karl Pfeiffer herausgab (gleichzeitig wurde der Erscheinungsort von Hannover nach Kassel verlegt). 1848 veröffentlichte er darin eine Bibliographie zur Malakologie. Ab 1854 hieß die Zeitschrift Malakozoologische Blätter.

## Ehrungen
1831 wurde er zum Mitglied der Deutschen Akademie der Naturforscher Leopoldina gewählt.

## Schriften
- Pyrmont und seine Umgebungen, mit besonderer Hinsicht auf seine Mineralquellen … Mit einer topographisch-petrographischen Charte. Uslar 1818, 1840
- Lage, Ursprung, Namen, Beschreibung, Alterthum, Mythus und Geschichte der Externsteine. 1824
- Versuch einer näheren Geologischen, Geognostischen und oryktognostischen Erörterung des Fürstenthums Pyrmont. 1825
- Synopsis methodica Molluscorum generum omnium et specierum earum, quae in Museo Menkeano adservantur. 1828, Bad Pyrmont: Gelpke, Archive
- mit Johann Georg Christian Lehmann: Molluscorum Novae Hollandiae specimen. 1843
- Die Heilkräfte des Pyrmonter Stahlwassers. 1835